# Kostel svatého Vavřince (Lhota Rapotina)
Kostel svatého Vavřince ve Lhotě Rapotině je římskokatolický kostel zasvěcený sv. Vavřincovi. Je filiálním kostelem farnosti Boskovice. Je chráněn jako kulturní památka.

## Historie
Barokní kostel pochází z roku 1717, kdy byl vybudován místními občany na místě starší kaple. Roku 1928 poničila střechu kostela vichřice. Téhož roku byla střecha obnovena. V roce 1969 byl obnoven interiér chrámu a v roce 1991 byla vyměněna střecha. V letech 2003–2004 kostel prošel generální opravou.

## Vybavení
V kněžišti se nachází hlavní oltář se svatostánkem a s oltářním obrazem sv. Vavřince. V zadní části kostela s nachází kůr s varhanami, z roku 1765. Na začátku 20. století byly do věže zavěšeny nové zvony, sv. Michal (120 kg) a sv. Vavřinec (100 kg). V období druhé světové války byly zvony roztaveny a použity pro válečné účely. Roku 1947 byly do věže instalovány nové zvony, sv. Vavřinec (100 kg) a sv. Maria (60 kg).

## Exteriér
Před chrámem stojí kamenný kříž.